# Architettura a lavagna
Nell'ambito dell'ingegneria del software, l'architettura a lavagna o modello a lavagna, è uno schema architetturale che fornisce un quadro computazionale per la progettazione e l'implementazione di sistemi che integrano moduli specializzati ampi e diversi e realizzano strategie di controllo complesse e non deterministiche.
Questo modello è stato definito dai membri del progetto Hearsay-II e applicato per la prima volta al riconoscimento vocale.

## Struttura
L'architettura a lavagna si basa su tre componenti principali:
- la lavagna: una memoria globale strutturata, contenente oggetti dello spazio delle soluzioni
- le fonti di conoscenza: moduli specializzati con la propria rappresentazione
- il componente di controllo: seleziona, configura ed esegue i moduli.[3]

## Implementazione
Il primo passo è determinare lo spazio delle soluzioni (quali potrebbero essere le potenziali soluzioni), che permette di creare la struttura della lavagna. Successivamente vengono identificate le fonti di conoscenza. Queste due attività sono strettamente correlate.
Il passo successivo è specificare il componente di controllo, che generalmente è uno scheduler complesso, che fa uso di una serie di euristiche per valutare la rilevanza delle fonti di conoscenza eseguibili.

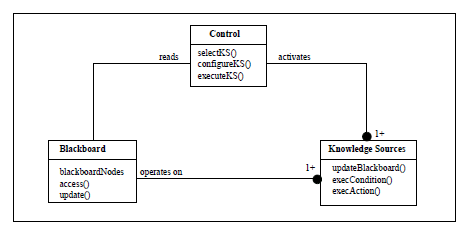
Struttura del sistema

## Applicazioni
Le possibili aree di utilizzo includono:
- riconoscimento vocale
- identificazione e tracciabilità di un veicolo
- identificazione di strutture proteiche
- interpretazione dei segnali sonar.[3]

## Conseguenze
Il modello a lavagna fornisce soluzioni efficaci per la progettazione e l'implementazione di sistemi complessi, in cui moduli eterogenei devono essere combinati dinamicamente per risolvere un problema. Ciò fornisce proprietà aggiuntive che vanno al di là delle sole funzioni come:
- riusabilità
- mutevolezza
- robustezza.[3]

Il modello a lavagna consente a più processi di lavorare più strettamente insieme su thread separati, interrogando e reagendo quando necessario.